# Medb
Medb var, i den keltiska mytologin, drottning av Connacht, på Irland.
Medb omnämns som en stark ledare och krigisk kvinna. Mest omtalad är hon för sitt krigståg mot folket i Ulster då hon ville röva bort en mytisk tjur.